# الکساندر کارلین
الکساندر کارلین (به روسی: Александр Александрович Карелин) (زادهٔ ۱۹ سپتامبر ۱۹۶۷) سیاستمدار کنونی و کشتی‌گیر فرنگی‌کار بازنشستهٔ اهل کشور روسیه است. او که ملقب به «کینگ کونگ روس» و «الکساندر بزرگ» بود، در بین سال‌های ۱۹۸۸ تا ۲۰۰۰ میلادی در مسابقات بازی‌های المپیک تابستانی در مجموع ۴ مدال، شامل ۳ مدال طلا و ۱ نقره و ۹ طلای مسابقات قهرمانی کشتی جهان را کسب کرد. در نگاه بسیاری، الکساندر کارلین به عنوان بزرگترین کشتی‌گیر تمامی ادوار شناخته می‌شود و همچنین در تاریخچهٔ ورزش کشتی فرنگی، او از بزرگ‌ترین و پُر افتخارترین ورزشکاران این رشتهٔ ورزشی، شناخته شده‌است. الکساندر کارلین در طول دوران زندگی ورزشی خود تنها متحمل یک شکست در آخرین رقابت حرفه‌ای خود در فینال المپیک ۲۰۰۰ سیدنی مقابل رولون گاردنر امریکایی شده است.

## افتخارات

### المپیک تابستانی
- سئول ۱۹۸۸ – ۱۳۰ ک‌گ
- بارسلونا ۱۹۹۲ – ۱۳۰ ک‌گ
- آتلانتا ۱۹۹۶ – ۱۳۰ ک‌گ
- سیدنی ۲۰۰۰ – ۱۳۰ ک‌گ

### قهرمانی جهان
- مارتینی ۱۹۸۹ – ۱۳۰ ک‌گ
- اوستیا ۱۹۹۰ – ۱۳۰ ک‌گ
- وارنا ۱۹۹۱ – ۱۳۰ ک‌گ
- استکهلم ۱۹۹۳ – ۱۳۰ ک‌گ
- تامپره ۱۹۹۴ – ۱۳۰ ک‌گ
- پراگ ۱۹۹۵ – ۱۳۰ ک‌گ
- وروتسواف ۱۹۹۷ – ۱۳۰ ک‌گ
- یوله ۱۹۹۸ – ۱۳۰ ک‌گ
- آتن ۱۹۹۹ – ۱۳۰ ک‌گ

### قهرمانی اروپا
- کولبوتن ۱۹۸۸ – ۱۳۰ ک‌گ
- اولو ۱۹۸۹ – ۱۳۰ ک‌گ
- پوزنان ۱۹۹۰ – ۱۳۰ ک‌گ
- آشافنبورگ ۱۹۹۱ – ۱۳۰ ک‌گ
- کپنهاگن ۱۹۹۲ – ۱۳۰ ک‌گ
- استانبول ۱۹۹۳ – ۱۳۰ ک‌گ
- آتن ۱۹۹۴ – ۱۳۰ ک‌گ
- بزانسون ۱۹۹۵ – ۱۳۰ ک‌گ
- بوداپست ۱۹۹۶ – ۱۳۰ ک‌گ
- مینسک ۱۹۹۸ – ۱۳۰ ک‌گ
- صوفیه ۱۹۹۹ – ۱۳۰ ک‌گ
- مسکو ۲۰۰۰ – ۱۳۰ ک‌گ

## نتایج رقابت‌های بین‌المللی
| نتیجه                                  | هماورد                                 | روش                                    | زمان/ امتیاز                           | تاریخ                                  | رویداد                                 | مکان                                   |
| المپیک ۲۰۰۰ دارندهٔ نشان نقره در ۱۳۰ ک‌گ | المپیک ۲۰۰۰ دارندهٔ نشان نقره در ۱۳۰ ک‌گ | المپیک ۲۰۰۰ دارندهٔ نشان نقره در ۱۳۰ ک‌گ | المپیک ۲۰۰۰ دارندهٔ نشان نقره در ۱۳۰ ک‌گ | المپیک ۲۰۰۰ دارندهٔ نشان نقره در ۱۳۰ ک‌گ | المپیک ۲۰۰۰ دارندهٔ نشان نقره در ۱۳۰ ک‌گ | المپیک ۲۰۰۰ دارندهٔ نشان نقره در ۱۳۰ ک‌گ |
| -------------------------------------- | -------------------------------------- | -------------------------------------- | -------------------------------------- | -------------------------------------- | -------------------------------------- | -------------------------------------- |
| باخت                                   | رولون گاردنر                           | تصمیم‌گیری                              | ۰–۱                                    | ۲۰۰۰-۰۹-۲۵                             | بازی‌های المپیک تابستانی ۲۰۰۰           | سیدنی                                  |
| برد                                    | Dmitry Debelka                         | تصمیم‌گیری                              | ۳–۰                                    | ۲۰۰۰-۰۹-۲۵                             | بازی‌های المپیک تابستانی ۲۰۰۰           | سیدنی                                  |
| برد                                    | Georgiy Saldadze                       | تصمیم‌گیری                              | ۴–۰                                    | ۲۰۰۰-۰۹-۲۵                             | بازی‌های المپیک تابستانی ۲۰۰۰           | سیدنی                                  |
| برد                                    | میهای دیک-باردوس                       | تصمیم‌گیری                              | ۳–۰                                    | ۲۰۰۰-۰۹-۲۵                             | بازی‌های المپیک تابستانی ۲۰۰۰           | سیدنی                                  |
| برد                                    | Sergei Mureiko                         | تصمیم‌گیری                              | ۳–۰                                    | ۲۰۰۰-۰۹-۲۵                             | بازی‌های المپیک تابستانی ۲۰۰۰           | سیدنی                                  |
| قهرمانی جهان ۱۹۹۹ در ۱۳۰ ک‌گ            |                                        |                                        |                                        |                                        |                                        |                                        |
| برد                                    | هکتور میلیان                           | تصمیم‌گیری                              | ۳–۰                                    | ۱۹۹۹-۰۹-۲۳                             | قهرمانی جهان ۱۹۹۹                      | آتن                                    |
| برد                                    | Sergei Mureiko                         | تصمیم‌گیری                              | ۰–۰                                    | ۱۹۹۹-۰۹-۲۳                             | قهرمانی جهان ۱۹۹۹                      | آتن                                    |
| برد                                    | Georgiy Saldadze                       | تصمیم‌گیری                              | ۳–۰                                    | ۱۹۹۹-۰۹-۲۳                             | قهرمانی جهان ۱۹۹۹                      | آتن                                    |
| برد                                    | Eddy Bengtsson                         | امتیاز فنی عالی                        |                                        | ۱۹۹۹-۰۹-۲۳                             | قهرمانی جهان ۱۹۹۹                      | آتن                                    |
| برد                                    | Giuseppe Giunta                        | امتیاز فنی عالی                        |                                        | ۱۹۹۹-۰۹-۲۳                             | قهرمانی جهان ۱۹۹۹                      | آتن                                    |
| برد                                    | Mindaugas Mizgaitis                    | امتیاز فنی عالی                        |                                        | ۱۹۹۹-۰۹-۲۳                             | قهرمانی جهان ۱۹۹۹                      | آتن                                    |
| قهرمان جهان ۱۹۹۸ در ۱۳۰ ک‌گ             |                                        |                                        |                                        |                                        |                                        |                                        |
| برد                                    | مت غفاری                               | تصمیم‌گیری                              | ۸–۰                                    | ۱۹۹۸-۰۸-۲۷                             | قهرمانی جهان ۱۹۹۸                      | یوله                                   |
| برد                                    | Georgiy Saldadze                       | تصمیم‌گیری                              | ۴–۰                                    | ۱۹۹۸-۰۸-۲۷                             | قهرمانی جهان ۱۹۹۸                      | یوله                                   |
| برد                                    | یوری اوسیچیک                           | تصمیم‌گیری                              | ۸–۰                                    | ۱۹۹۸-۰۸-۲۷                             | قهرمانی جهان ۱۹۹۸                      | یوله                                   |
| برد                                    | یوها آهوکاس                            | ضربه فنی                               |                                        | ۱۹۹۸-۰۸-۲۷                             | قهرمانی جهان ۱۹۹۸                      | یوله                                   |
| قهرمان جهان ۱۹۹۷ در ۱۳۰ ک‌گ             |                                        |                                        |                                        |                                        |                                        |                                        |
| برد                                    | میهای دیک-باردوس                       | تصمیم‌گیری                              | ۱۱–۰                                   | ۱۹۹۷-۰۹-۱۰                             | قهرمانی جهان ۱۹۹۷                      | وروتسواو                               |
| برد                                    | رولون گاردنر                           | تصمیم‌گیری                              | ۶–۰                                    | ۱۹۹۷-۰۹-۱۰                             | قهرمانی جهان ۱۹۹۷                      | وروتسواو                               |
| برد                                    | Sergei Mureiko                         | تصمیم‌گیری                              | ۲–۰                                    | ۱۹۹۷-۰۹-۱۰                             | قهرمانی جهان ۱۹۹۷                      | وروتسواو                               |
| برد                                    | Young-Jin Yang                         | تصمیم‌گیری                              | ۶–۰                                    | ۱۹۹۷-۰۹-۱۰                             | قهرمانی جهان ۱۹۹۷                      | وروتسواو                               |
| المپیک ۱۹۹۶ دارندهٔ نشان طلا در ۱۳۰ ک‌گ  |                                        |                                        |                                        |                                        |                                        |                                        |
| برد                                    | مت غفاری                               | تصمیم‌گیری                              | ۱–۰                                    | ۱۹۹۶-۰۷-۲۲                             | بازی‌های المپیک تابستانی ۱۹۹۶           | آتلانتا                                |
| برد                                    | Panagiotis Poikilidis                  | ضربه فنی                               |                                        | ۱۹۹۶-۰۷-۲۱                             | بازی‌های المپیک تابستانی ۱۹۹۶           | آتلانتا                                |
| برد                                    | یوها آهوکاس                            | ضربه فنی                               |                                        | ۱۹۹۶-۰۷-۲۱                             | بازی‌های المپیک تابستانی ۱۹۹۶           | آتلانتا                                |
| برد                                    | Sergei Mureiko                         | تصمیم‌گیری                              | ۲–۰                                    | ۱۹۹۶-۰۷-۲۱                             | بازی‌های المپیک تابستانی ۱۹۹۶           | آتلانتا                                |
| برد                                    | Omrane Ayari                           | تصمیم‌گیری                              | ۱۰–۰                                   | ۱۹۹۶-۰۷-۲۱                             | بازی‌های المپیک تابستانی ۱۹۹۶           | آتلانتا                                |
| المپیک ۱۹۹۲ دارندهٔ نشان طلا در ۱۳۰ ک‌گ  |                                        |                                        |                                        |                                        |                                        |                                        |
| برد                                    | Tomas Johansson                        | ضربه فنی                               |                                        | ۱۹۹۲-۰۷-۲۹                             | بازی‌های المپیک تابستانی ۱۹۹۲           | بارسلون                                |
| برد                                    | Ioan Grigoraş                          | ضربه فنی                               |                                        | ۱۹۹۲-۰۷-۲۷                             | بازی‌های المپیک تابستانی ۱۹۹۲           | بارسلون                                |
| برد                                    | یوها آهوکاس                            | تصمیم‌گیری                              | ۸–۱                                    | ۱۹۹۲-۰۷-۲۷                             | بازی‌های المپیک تابستانی ۱۹۹۲           | بارسلون                                |
| برد                                    | کاندیدو مسا                            | ضربه فنی                               |                                        | ۱۹۹۲-۰۷-۲۷                             | بازی‌های المپیک تابستانی ۱۹۹۲           | بارسلون                                |
| برد                                    | Andy Borodow                           | ضربه فنی                               |                                        | ۱۹۹۲-۰۷-۲۷                             | بازی‌های المپیک تابستانی ۱۹۹۲           | بارسلون                                |
| قهرمان جهان ۱۹۸۹ در ۱۳۰ ک‌گ             |                                        |                                        |                                        |                                        |                                        |                                        |
| برد                                    | László Klausz                          | تصمیم‌گیری                              | ۷–۰                                    | ۱۹۸۹-۰۸-۲۶                             | قهرمانی جهان ۱۹۸۹                      | مارتینی، سوئیس                         |
| برد                                    | Craig Pittman                          | ضربه فنی                               | ۳:۱۶                                   | ۱۹۸۹-۰۸-۲۴                             | قهرمانی جهان ۱۹۸۹                      | مارتینی، سوئیس                         |
| المپیک ۱۹۸۸ دارندهٔ نشان طلا در ۱۳۰ ک‌گ  |                                        |                                        |                                        |                                        |                                        |                                        |
| برد                                    | Rangel Gerovski                        | تصمیم‌گیری                              | ۵–۳                                    | ۱۹۸۸-۰۹-۲۲                             | بازی‌های المپیک تابستانی ۱۹۸۸           | سئول                                   |
| برد                                    | Duane Koslowski                        | امتیاز فنی عالی                        |                                        | ۱۹۸۸-۰۹-۲۰                             | بازی‌های المپیک تابستانی ۱۹۸۸           | سئول                                   |
| برد                                    | Alexander Neumüller                    | ضربه فنی                               |                                        | ۱۹۸۸-۰۹-۲۰                             | بازی‌های المپیک تابستانی ۱۹۸۸           | سئول                                   |
| برد                                    | László Klauz                           | اخطار کم‌کاری                           |                                        | ۱۹۸۸-۰۹-۲۰                             | بازی‌های المپیک تابستانی ۱۹۸۸           | سئول                                   |
| برد                                    | Tomas Johansson                        | تصمیم‌گیری                              | ۵–۰                                    | ۱۹۸۸-۰۹-۲۰                             | بازی‌های المپیک تابستانی ۱۹۸۸           | سئول                                   |
| برندهٔ جام جهانی ۱۹۸۷ در ۱۳۰ ک‌گ         |                                        |                                        |                                        |                                        |                                        |                                        |
| برد                                    | جف بلاتنیک                             | دیسکالیفه                              | ۱۳–۰                                   | ۱۹۸۷-۱۰-۱۵                             | جام جهانی کشتی ۱۹۸۷                    | آلبانی، نیویورک                        |
| برد                                    | نروژ                                   | عدم حضور                               |                                        | ۱۹۸۷-۱۰-۱۵                             | جام جهانی کشتی ۱۹۸۷                    | آلبانی، نیویورک                        |
| برد                                    | Juan Poulot                            | ضربه فنی                               | ۱:۲۶                                   | ۱۹۸۷-۱۰-۱۴                             | جام جهانی کشتی ۱۹۸۷                    | آلبانی، نیویورک                        |
| برد                                    | Kenichi Mikosawa                       |                                        |                                        | ۱۹۸۷-۱۰-۱۴                             | جام جهانی کشتی ۱۹۸۷                    | آلبانی، نیویورک                        |